# Colobogaster quadridentata
Colobogaster quadridentata es una especie de escarabajo del género Colobogaster, familia Buprestidae. Fue descrita científicamente por Fabricius en 1793.